# Comté d'Uppsala
Le comté d’Uppsala (Uppsala Län en suédois) est un comté suédois situé sur la côte est du pays. Il est voisin des comtés de Stockholm, Södermanland, Västmanland, Gävleborg, et borde la mer Baltique.

## Province historique
Les limites du comté d’Uppsala correspondent à l’ancienne province historique d’Uppland.
Pour l’histoire, la géographie et la culture, voir Uppland.

## Administration
Les principales missions du conseil d’administration du comté (Länsstyrelse), dirigé par le préfet du comté, sont de satisfaire aux grandes orientations fournies par le Riksdag et le gouvernement, de promouvoir le développement du comté et de fixer des objectifs régionaux.

## Politique
Parmi les principales responsabilités de l’assemblée locale (Landstinget i Uppsala) figurent les questions de santé publique et de transport.

## Communes
Le comté d’Uppsala est subdivisé en sept communes (Kommuner) au niveau local :
- Enköping
- Heby
- Håbo
- Knivsta
- Tierp
- Uppsala
- Älvkarleby
- Östhammar

## Héraldique
Le comté d’Uppsala a hérité son blason de la province historique d’Uppland. Lorsque ce dernier est représenté avec une couronne royale, il symbolise le conseil d’administration du comté.